# Peter Rasmussen
Peter Rasmussen (Hobro, 16 de maio de 1967) é um ex-futebolista profissional dinamarquês que atuava como atacante.

## Carreira
Peter Rasmussen se profissionalizou no AaB.
Peter Rasmussen integrou a Seleção Dinamarquesa de Futebol na Copa Rei Fahd de 1995.

## Títulos
Dinamarca
- Copa Rei Fahd de 1995